# 3 (álbum de The Script)
#3 é o terceiro álbum da banda irlandesa de rock The Script. O álbum foi lançado na Irlanda em 7 de setembro de 2012, e no Reino Unido em 10 de setembro e no dia 10 nos Estados Unidos. Antes do lançamento deste disco, a canção "Hall of Fame" foi liberada como single e foi um enorme sucesso comercial.
Este álbum estreou na 13ª posição nas paradas dos Estados Unidos com 24,002 cópias vendidas em sua primeira semana. O álbum acabou sendo mal recebido pela crítica especializada.

## Faixas
| CD             |                                |                                                    |                  |         |  |
| N.º            | Título                         | Compositor(es)                                     | Produtor(es)     | Duração |  |
| 1.             | "Good Ol' Days"                | Danny O'Donoghue, Mark Sheehan, Ben Sargeant       | Sheehan          | 4:23    |  |
| 2.             | "Six Degrees of Separation"    | O'Donoghue, Sheehan, Steve Kipner, Andrew Frampton | Kipner, Frampton | 3:52    |  |
| 3.             | "Hall of Fame" (com will.i.am) |                                                    | Sheehan          | 3:22    |  |
| 4.             | "If You Could See Me Now"      | O'Donoghue, Sheehan, Kipner, Frampton              | Kipner, Frampton | 3:39    |  |
| 5.             | "Glowing"                      | O'Donoghue, Sheehan, Barry                         | Sheehan          | 4:46    |  |
| 6.             | "Give the Love Around"         | O'Donoghue, Sheehan                                | Sheehan          | 4:24    |  |
| 7.             | "Broken Arrow"                 | O'Donoghue, Sheehan                                | Sheehan          | 4:34    |  |
| 8.             | "Kaleidoscope"                 | O'Donoghue, Sheehan                                | Sheehan          | 3:41    |  |
| 9.             | "No Words"                     | O'Donoghue, Sheehan, Barry                         | Sheehan          | 4:05    |  |
| 10.            | "Millionaires"                 | O'Donoghue, Sheehan, Kipner, Frampton              | Kipner, Frampton | 3:11    |  |
| Duração total: | Duração total:                 | Duração total:                                     | Duração total:   | 44:41   |  |

## Paradas musicais
| Paradas (2012)                 | Melhor positção |
| ------------------------------ | --------------- |
| Austrália (ARIA Charts)        | 9               |
| Bélgica (Flanders Ultratop 50) | 49              |
| Bélgica (Valônia Ultratop 40)  | 50              |
| Espanha (PROMUSICAE)           | 55              |
| Irlanda (Irish Albums Chart)   | 1               |
| Itália (FIMI)                  | 17              |
| Países Baixos (MegaCharts)     | 8               |
| Nova Zelândia (RIANZ)          | 11              |
| Reino Unido (UK Albums Chart)  | 2               |
| Estados Unidos (Billboard 200) | 13              |